# فرناندو دینیز
فرناندو دینیز (انگلیسی: Fernando Diniz؛ زادهٔ ۲۷ مارس ۱۹۷۴) بازیکن سابق و مربی فوتبال اهل برزیل است.
از باشگاه‌هایی که در آن بازی کرده است می‌توان به باشگاه فوتبال سانتوس، باشگاه ورزشی کروزیرو، باشگاه فوتبال پائولیستا، باشگاه فوتبال گوارانی، باشگاه پارانا، باشگاه فوتبال فلومیننزه، باشگاه ورزشی ژوونتود، باشگاه فوتبال فلامینگو، باشگاه فوتبال پالمیراس، و باشگاه فوتبال کورینتیانس اشاره کرد.